# Kazuyoshi Matsunaga
Kazuyoshi Matsunaga (jap. 松永 一慶, Matsunaga Kazuyoshi; * 13. November 1977 in der Präfektur Ōita) ist ein ehemaliger japanischer Fußballspieler.

## Karriere
Matsunaga erlernte das Fußballspielen in der Schulmannschaft der Nakatsu Technical High School. Seinen ersten Vertrag unterschrieb er 1996 bei Sanfrecce Hiroshima. Der Verein spielte in der höchsten Liga des Landes, der J1 League. Für den Verein absolvierte er 11 Erstligaspiele. 2000 wechselte er zum Ligakonkurrenten Avispa Fukuoka. Danach spielte er bei Profesor Miyazaki und Jurong FC. 2003 wechselte er zum Drittligisten Tochigi SC. Für den Verein absolvierte er 48 Spiele. 2005 wechselte er zum Ligakonkurrenten ALO's Hokuriku. Danach spielte er bei Banditonce Kobe und Mitsubishi Mizushima FC. Ende 2008 beendete er seine Karriere als Fußballspieler.

## Erfolge
Sanfrecce Hiroshima
- Kaiserpokal

Finalist: 1996, 1999